# 布克耶米爾 (亞利桑那州)
布克耶米爾（英語：Buckeye Mill）是位於美國亞利桑那州科奇斯縣的一個非建制地區。該地的面積和人口皆未知。

## 地理
布克耶米爾的座標為32°15′22″N 109°34′56″W / 32.25611°N 109.58222°W，而該地的平均海拔高度為1469米（即4818英尺）。